# In the Now
In the Now es el segundo álbum de estudio en solitario del cantante y compositor británico Barry Gibb, publicado el 7 de octubre de 2016 por Columbia Records. Aunque es su segundo álbum en solitario (desde Now Voyager de 1984), es su primer álbum con material nuevo desde el álbum final de Bee Gees, This Is Where I Came In, publicado en 2001. Gibb comentó sobre el álbum: "Para mí esto es un sueño hecho realidad. Es un capítulo nuevo en mi vida. Siempre tuve la esperanza de que los Bee Gees estarían con Columbia o con Sony, es una gran alegría para mí recomenzar de esta forma con esta gente tan estupenda."
El álbum estuvo disponible para preventa el 12 de agosto de 2016 con la canción "In the Now" como un "regalo instantáneo".

## Antecedentes
Después de la muerte de sus hermanos Maurice y Robin Gibb en 2003 y 2012, respectivamente, Barry Gibb consideró que su carrera musical había acabado: "Estuve a punto de retirarme. Estaba decidido. No había razón alguna para continuar. Trabajé en solitario durante toda mi vida pero nunca me sentí como un artista en solitario." Gibb decía que "se rindió por mucho tiempo" hasta que se interesó en escribir canciones nuevamente. El álbum fue escrito con sus hijos Stephen y Ashley Gibb, lo cual según Barry Gibb, significó "había este enorme asunto personal entre nosotros tres para la totalidad de este álbum" y "que podrías decir cualquier cosa que tengas que decir y ser tan sincero como puedas".
Barry Gibb inicialmente planeó grabar un álbum de música country citando el género bluegrass como inspiración, pero su compañía discográfica le comunicó que "tendrían muchos problemas para meterme en una radio de música country". En cambio, el álbum evolucionó a "pop clásico" inspirado por Carole King y Bruce Springsteen. Gibb ha dicho de In the Now: "El álbum es mi opinión de la vida, mis sentimientos y mi viaje con mis hermanos, y sin mis hermanos, con mis padres y sin mis padres, y con mi propia familia, viendo a mis hijos tener sus propios hijos."

## Listado de canciones
Todas las canciones escritas por Barry Gibb, Stephen Gibb y Ashley Gibb.
| N.º | Título                | Duración |  |
| 1.  | «In the Now»          | 4:51     |  |
| 2.  | «Grand Illusion»      | 4:40     |  |
| 3.  | «Star Crossed Lovers» | 3:18     |  |
| 4.  | «Blowin' a Fuse»      | 4:44     |  |
| 5.  | «Home Truth Song»     | 5:07     |  |
| 6.  | «Meaning of the Word» | 4:31     |  |
| 7.  | «Cross to Bear»       | 6:00     |  |
| 8.  | «Shadows»             | 4:33     |  |
| 9.  | «Amy in Colour»       | 4:26     |  |
| 10. | «The Long Goodbye»    | 2:38     |  |
| 11. | «Diamonds»            | 5:17     |  |
| 12. | «End of the Rainbow»  | 4:09     |  |

CD deluxe edition (bonus tracks)

| N.º | Título                | Duración |  |
| 13. | «Grey Ghost»          | 4:23     |  |
| 14. | «Daddy's Little Girl» | 3:14     |  |
| 15. | «Soldier's Son»       | 5:03     |  |